# Demelius semirugosus
Demelius semirugosus là một loài bọ cánh cứng trong họ Cerambycidae.